# Handball-Bundesliga 1970/71
Die Saison 1970/71 der Handball-Bundesliga ist die fünfte der zweigleisigen Spielzeiten in ihrer Geschichte.

## Saisonverlauf
16 Mannschaften spielten in zwei Staffeln zu je acht Mannschaften um die deutsche Meisterschaft 1971. Dem Spiel um die Meisterschaft ist seit der Saison 1969/70 ein Halbfinale vorgeschaltet, für das sich die Tabellenersten und -zweiten der Staffeln Nord und Süd nach dem 14. Spieltag qualifizierten. Die Sieger aus den Halbfinalbegegnungen traten in einem Finale gegeneinander an. Der Gewinner ist Deutscher Meister 1971. Aufsteiger zur neuen Saison waren der SC Phönix Essen 1920 und der TSV Milbertshofen.
Deutscher Meister 1971 wurde zum ersten Mal in der Vereinsgeschichte die Mannschaft von TSV Grün-Weiß Dankersen, die im Halbfinale zunächst den Titelverteidiger Frisch Auf Göppingen und im Finale den Gewinner der Staffel Süd, TV Großwallstadt, besiegte. Absteigen mussten die Reinickendorfer Füchse und der TV Oppum 1894.
Der VfL Gummersbach gewann außerdem den Europapokal der Landesmeister.

## Statistiken

### Abschlusstabellen

#### Staffel Nord
| Rang | Verein                   | Sp. | S  | U | N | Tore    | Diff. | Punkte |
| ---- | ------------------------ | --- | -- | - | - | ------- | ----- | ------ |
| 1.   | TSV Grün-Weiß Dankersen  | 14  | 10 | 0 | 4 | 210:178 | +32   | 20:80  |
| 2.   | VfL Gummersbach          | 14  | 9  | 1 | 4 | 261:209 | +52   | 19:90  |
| 3.   | Hamburger SV             | 14  | 8  | 2 | 4 | 211:162 | +49   | 18:10  |
| 4.   | THW Kiel                 | 14  | 6  | 4 | 4 | 174:171 | +3    | 16:12  |
| 5.   | VfL Bad Schwartau        | 14  | 5  | 2 | 7 | 208:242 | −34   | 12:16  |
| 6.   | SC Phönix Essen 1920 (A) | 14  | 5  | 0 | 9 | 207:225 | −18   | 10:18  |
| 7.   | TuS 05 Wellinghofen      | 14  | 5  | 0 | 9 | 193:213 | −20   | 10:18  |
| 8.   | TV Oppum 1894            | 14  | 2  | 3 | 9 | 178:242 | −64   | 07:21  |

##### Kreuztabelle
Die Kreuztabelle stellt die Ergebnisse der Spiele der Staffel Nord dieser Saison dar.
Die Heimmannschaft ist in der linken Spalte, die Gastmannschaft in der oberen Zeile aufgelistet.
| Bundesliga 1970/71 Staffel Nord | TSV Grün-Weiß Dankersen | VfL Gummersbach | Hamburger SV | THW Kiel | VfL Bad Schwartau | SC Phönix Essen 1920 | TuS 05 Wellinghofen | TV Oppum 1894 |
| ------------------------------- | ----------------------- | --------------- | ------------ | -------- | ----------------- | -------------------- | ------------------- | ------------- |
| TSV Grün-Weiß Dankersen         |                         | 17:12           | 13:80        | 18:11    | 27:17             | 16:13                | 12:80               | 16:12         |
| VfL Gummersbach                 | 17:13                   |                 | 21:20        | 17:19    | 28:11             | 30:16                | 17:14               | 26:13         |
| Hamburger SV                    | 18:50                   | 11:14           |              | 12:80    | 22:16             | 18:10                | 16:12               | 24:10         |
| THW Kiel                        | 11:12                   | 10:10           | 09:90        |          | 11:90             | 17:15                | 11:80               | 16:11         |
| VfL Bad Schwartau               | 15:14                   | 17:27           | 08:13        | 13:13    |                   | 16:15                | 18:14               | 20:12         |
| SC Phönix Essen 1920            | 13:11                   | 19:12           | 08:16        | 10:14    | 19:16             |                      | 17:13               | 23:13         |
| TuS 05 Wellinghofen             | 10:19                   | 17:13           | 16:12        | 15:12    | 14:19             | 18:17                |                     | 22:14         |
| TV Oppum 1894                   | 13:17                   | 12:17           | 12:12        | 12:12    | 13:13             | 15:12                | 16:12               |               |
| Stand: 23. Januar 1971          |                         |                 |              |          |                   |                      |                     |               |

#### Staffel Süd
| Rang | Verein                   | Sp. | S  | U | N  | Tore    | Diff. | Punkte |
| ---- | ------------------------ | --- | -- | - | -- | ------- | ----- | ------ |
| 1.   | TV Großwallstadt         | 14  | 10 | 2 | 2  | 263:224 | +39   | 22:60  |
| 2.   | Frisch Auf Göppingen (M) | 14  | 10 | 0 | 4  | 233:219 | +14   | 20:80  |
| 3.   | SG Leutershausen         | 14  | 6  | 3 | 5  | 235:223 | +12   | 15:13  |
| 4.   | TSV Milbertshofen (A)    | 14  | 6  | 2 | 6  | 234:235 | −1    | 14:14  |
| 5.   | SpVgg 1887 Möhringen     | 14  | 5  | 2 | 7  | 212:224 | −12   | 12:16  |
| 6.   | TV Hochdorf              | 14  | 6  | 0 | 8  | 228:236 | −8    | 12:16  |
| 7.   | TSV 1896 Rintheim        | 14  | 4  | 1 | 9  | 220:228 | −8    | 09:19  |
| 8.   | Reinickendorfer Füchse   | 14  | 4  | 0 | 10 | 183:219 | −36   | 08:20  |

##### Kreuztabelle
Die Kreuztabelle stellt die Ergebnisse der Spiele der Staffel Süd dieser Saison dar.
Die Heimmannschaft ist in der linken Spalte, die Gastmannschaft in der oberen Zeile aufgelistet.
| Bundesliga 1970/71 Staffel Süd | TV Großwallstadt | Frisch Auf Göppingen | SG Leutershausen | TSV Milbertshofen | SpVgg 1887 Möhringen | TV Hochdorf | TSV 1896 Rintheim | Reinickendorfer Füchse |
| ------------------------------ | ---------------- | -------------------- | ---------------- | ----------------- | -------------------- | ----------- | ----------------- | ---------------------- |
| TV Großwallstadt               |                  | 19:12                | 17:14            | 25:11             | 17:15                | 20:10       | 22:20             | 15:90                  |
| Frisch Auf Göppingen           | 25:15            |                      | 13:11            | 19:15             | 13:11                | 18:17       | 18:17             | 21:16                  |
| SG Leutershausen               | 22:15            | 16:17                |                  | 17:17             | 25:15                | 16:13       | 22:16             | 22:16                  |
| TSV Milbertshofen              | 19:19            | 18:14                | 18:19            |                   | 20:15                | 13:20       | 23:18             | 15:90                  |
| SpVgg 1887 Möhringen           | 20:20            | 11:19                | 12:12            | 16:13             |                      | 28:16       | 13:14             | 14:10                  |
| TV Hochdorf                    | 20:24            | 25:15                | 16:10            | 18:16             | 15:17                |             | 18:17             | 16:11                  |
| TSV 1896 Rintheim              | 18:20            | 16:18                | 16:16            | 12:15             | 16:12                | 12:90       |                   | 16:80                  |
| Reinickendorfer Füchse         | 09:15            | 12:11                | 22:13            | 14:21             | 12:15                | 21:13       | 14:12             |                        |
| Stand: 23. Januar 1971         |                  |                      |                  |                   |                      |             |                   |                        |

| Legende |                                                               |
|         | Teilnehmer an der Endrunde um die deutsche Meisterschaft 1971 |
|         | Absteiger in die Regionalliga                                 |
| (M)     | Deutscher Handballmeister 1970                                |
| (A)     | Aufsteiger aus der Regionalliga                               |

## Endrunde um die deutsche Meisterschaft

### Halbfinale
Die Tabellenersten und -zweiten der Staffeln Nord und Süd nach dem 14. Spieltag qualifizierten sich für die Endrunde um die deutsche Meisterschaft und traten in vier Halbfinalspielen gegeneinander an.
Ergebnisse der Halbfinalbegegnungen
| Datum         | Team 1                  | Team 2                  | Ergebnis |
| ------------- | ----------------------- | ----------------------- | -------- |
| 13. Feb. 1971 | VfL Gummersbach         | TV Großwallstadt        | 16:20    |
| 13. Feb. 1971 | Frisch Auf Göppingen    | TSV Grün-Weiß Dankersen | 15:13    |
| 20. Feb. 1971 | TV Großwallstadt        | VfL Gummersbach         | 19:19    |
| 20. Feb. 1971 | TSV Grün-Weiß Dankersen | Frisch Auf Göppingen    | 15:70    |

### Finale
Das Spiel um die deutsche Meisterschaft wurde am 7. März 1971 zwischen dem TSV Grün-Weiß Dankersen und dem TV Großwallstadt vor etwa 12.500 Zuschauern in der Dortmunder Westfalenhalle ausgetragen. Deutscher Handballmeister 1971 wurde zum ersten Mal in der Vereinsgeschichte die Mannschaft des TSV Grün-Weiß Dankersen, die das Team des TV Großwallstadt mit 14:10 (10:4) besiegte.
Ergebnis der Finalbegegnung
| Datum        | Team 1                  | Team 2           | Ergebnis |
| ------------ | ----------------------- | ---------------- | -------- |
| 7. März 1971 | TSV Grün-Weiß Dankersen | TV Großwallstadt | 14:10    |

#### Meistermannschaft
| 1. | TSV Grün-Weiß Dankersen |
|    | - Mannschaft: Martin Karcher, Wilfried Meyer – Klaus Barlach, Jürgen Buhrmester, Bernhard Busch, Wilfried Drögemeier (2), Manfred Horstkötter, Hans Kramer (3), Bernd Munck (2), Gerald Schüler, Hans-Jürgen Sulk (2), Otto Weng (5) - Trainer: Friedrich Spannuth |